# Cleodora (ninfa)

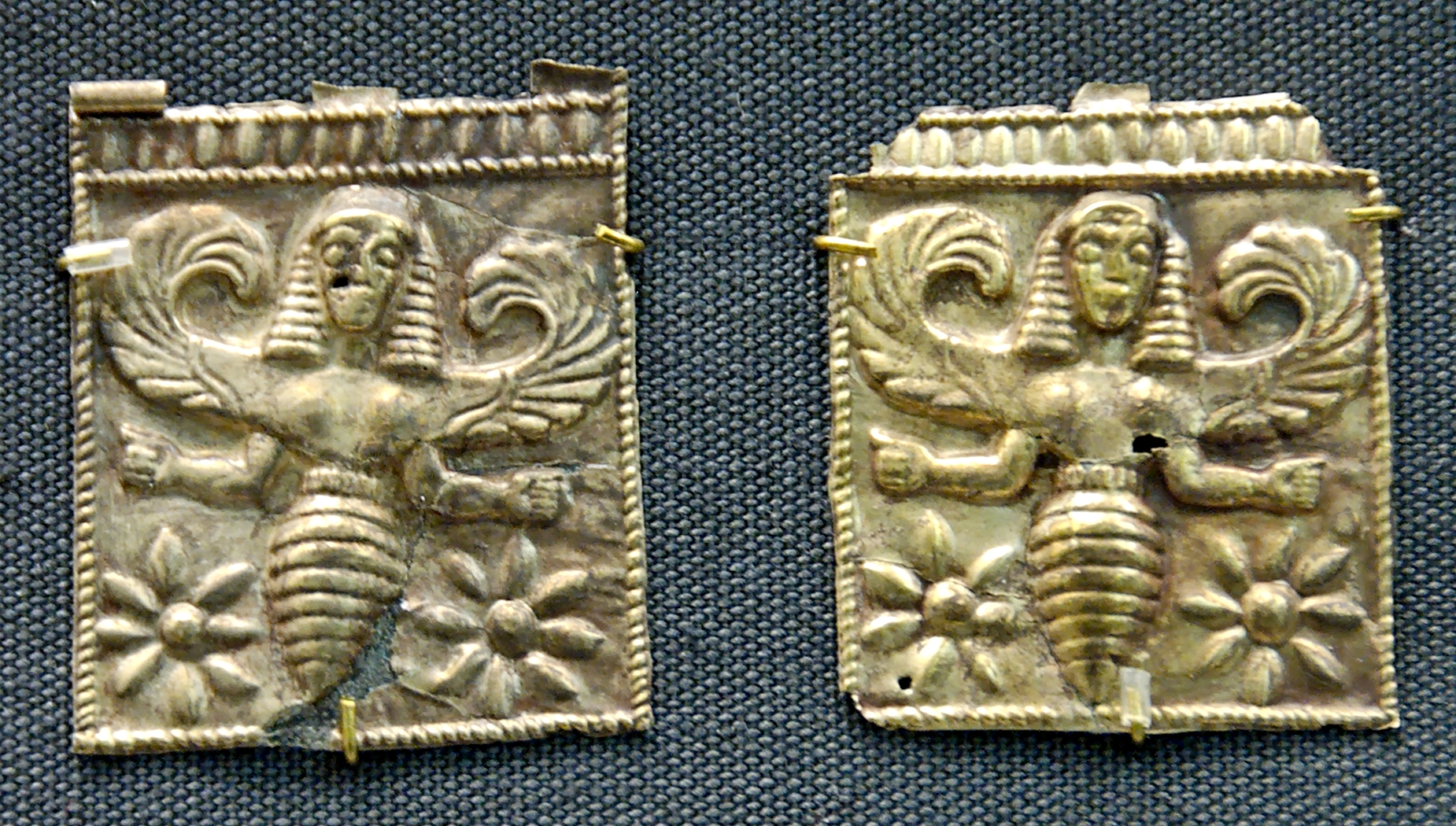
Diosa abeja, posiblemente asociada con Artemisa. Placas de oro, J.-C.

En la mitología griega, Cleodora (en griego Κλεοδώρα, Kleodóra) fue una ninfa, madre del epónimo Parnaso. Sólo es mencionada por Pausanias:
«Dicen que la ciudad [Delfos] más antigua aquí fue fundada por Parnaso, hijo de la ninfa Cleodora. Al igual que los otros llamados héroes, ellos llaman padres suyos a Poseidón entre los dioses y a un hombre, Cleopompo. Por este Parnaso dicen que le fue puesto el nombre al monte y al valle Parnasio, y que Parnaso descubrió la adivinación por el vuelo de las aves [ornitomancia]».
No sabemos quiénes eran los progenitores ni la naturaleza exacta de Cleodora. Aun así algunos asocian esta ninfa como parte de las Trías, o ninfas proféticas del monte Parnaso. Otras ninfas asociadas al monte Parnaso de Fócida fueron Melena y Coricia.